# 崔玄姝
崔玄姝（チェ・ヒョンジュ、朝鮮語: 최현주、1984年8月6日 - ）は、大韓民国のアーチェリー選手。
2012年ロンドンオリンピックにて韓国代表として選抜され、女子アーチェリー団体戦にて李成震、奇甫倍とともに金メダルを獲得した。
2014年に引退した。

## 学歴
- 西新初等学校
- ソルビッ中学校
- 全北体育高等学校
- 又石大学校

## ウェブリンク
崔玄姝 - 世界アーチェリー連盟
崔玄姝 - Sports Reference